# Матч СССР — США по лёгкой атлетике 1963
Матч СССР — США по лёгкой атлетике 1963 года прошёл в Москве 20—21 июля на стадионе имени В. И. Ленина и окончился со счётом 189:147 в пользу сборной СССР.

## Результаты

### Общий зачёт
|         | СССР | США |
| ------- | ---- | --- |
| Мужчины | 114  | 119 |
| Женщины | 75   | 28  |
| Всего   | 189  | 147 |

### Личный зачёт

#### 100 метров
| Мужчины | Мужчины      | Мужчины   | Женщины | Женщины       | Женщины   |
| Место   | Спортсмен    | Результат | Место   | Спортсменка   | Результат |
| ------- | ------------ | --------- | ------- | ------------- | --------- |
| 1       | Роберт Хэйес | 10,2      | 1       | Галина Попова | 11,7      |
| 2       |              |           | 2       |               |           |
| 3       |              |           | 3       |               |           |
| 4       |              |           | 4       |               |           |

#### 200 метров
| Мужчины | Мужчины    | Мужчины   | Женщины | Женщины      | Женщины   |
| Место   | Спортсмен  | Результат | Место   | Спортсменка  | Результат |
| ------- | ---------- | --------- | ------- | ------------ | --------- |
| 1       | Генри Карр | 20,9      | 1       | Мария Иткина | 24,1      |
| 2       |            |           | 2       |              |           |
| 3       |            |           | 3       |              |           |
| 4       |            |           | 4       |              |           |

#### 400 метров
| Место | Спортсмен    | Результат |
| ----- | ------------ | --------- |
| 1     | Улис Уильямс | 46,2      |
| 2     |              |           |
| 3     |              |           |
| 4     |              |           |

#### 800 метров
| Мужчины | Мужчины         | Мужчины   | Женщины | Женщины          | Женщины   |
| Место   | Спортсмен       | Результат | Место   | Спортсменка      | Результат |
| ------- | --------------- | --------- | ------- | ---------------- | --------- |
| 1       | Джеймс Дюпре    | 1.47,8    | 1       | Тамара Дмитриева | 2.07,8    |
| 2       | Валерий Булышев | 1.48,0    | 2       |                  |           |
| 3       | Морган Грот     | 1.48,6    | 3       |                  |           |
| 4       | Абрам Кривошеев | 1.50,8    | 4       |                  |           |

#### 1500 метров
| Место | Спортсмен        | Результат |
| ----- | ---------------- | --------- |
| 1     | Дайрол Берлесон  | 3.41,0    |
| 2     | Том О'Хара       | 3.41,3    |
| 3     | Василий Савинков | 3.44,8    |
| 4     | Иван Белицкий    | 3.45,6    |

#### 5000 метров
| Место | Спортсмен     | Результат |
| ----- | ------------- | --------- |
| 1     | Юрий Тюрин    | 13.50,0   |
| 2     | Леонид Иванов | 13.50,4   |
| 3     | Киф           | 14.30,0   |
| 4     | Фишбек        | 14.51,4   |

#### 10 000 метров
| Место | Спортсмен     | Результат |
| ----- | ------------- | --------- |
| 1     | Леонид Иванов | 29.10,2   |
| 2     | Борис Ефимов  | 29.25,0   |
| 3     | Пит Макардл   | 29.46,0   |
| 4     | Эдлин         | 30.04,0   |

#### 4×100 метров
| Мужчины | Мужчины | Мужчины   | Женщины | Женщины | Женщины   |
| Место   | Команда | Результат | Место   | Команда | Результат |
| ------- | ------- | --------- | ------- | ------- | --------- |
| 1       | Сборная | 40,2      | 1       | Сборная | 45,0      |
| 2       | Сборная |           | 2       | Сборная |           |

#### 4×400 метров
| Место | Команда                                                                    | Результат  |
| ----- | -------------------------------------------------------------------------- | ---------- |
| 1     | Сборная                                                                    | 3.04,4     |
| 2     | Сборная Григорий Свербетов Василий Анисимов Валерий Булышев Вадим Архипчук | 3.08,6 NR* |

#### 110/80 метров с барьерами
| Мужчины | Мужчины           | Мужчины   | Женщины | Женщины        | Женщины   |
| Место   | Спортсмен         | Результат | Место   | Спортсменка    | Результат |
| ------- | ----------------- | --------- | ------- | -------------- | --------- |
| 1       | Анатолий Михайлов | 13,8      | 1       | Нилия Кулькова | 10,9      |
| 2       |                   |           | 2       |                |           |
| 3       |                   |           | 3       |                |           |
| 4       |                   |           | 4       |                |           |

#### 400 метров с барьерами
| Место | Спортсмен       | Результат |
| ----- | --------------- | --------- |
| 1     | Вилли Эттербери | 50,4      |
| 2     |                 |           |
| 3     |                 |           |
| 4     |                 |           |

#### 3000 метров с препятствиями
| Место | Спортсмен     | Результат |
| ----- | ------------- | --------- |
| 1     | Эдуард Осипов | 8.35,6    |
| 2     |               |           |
| 3     |               |           |
| 4     |               |           |

#### Ходьба 20 км
| Место | Спортсмен        | Результат |
| ----- | ---------------- | --------- |
| 1     | Геннадий Солодов | 1:37.51,3 |
| 2     |                  |           |
| 3     |                  |           |
| 4     |                  |           |

#### Высота
| Мужчины | Мужчины         | Мужчины   | Женщины | Женщины       | Женщины   |
| Место   | Спортсмен       | Результат | Место   | Спортсменка   | Результат |
| ------- | --------------- | --------- | ------- | ------------- | --------- |
| 1       | Валерий Брумель | 2,28 WR*  | 1       | Таисия Ченчик | 1,73      |
| 2       |                 |           | 2       |               |           |
| 3       |                 |           | 3       |               |           |
| 4       |                 |           | 4       |               |           |

#### Шест
| Место | Спортсмен  | Результат |
| ----- | ---------- | --------- |
| 1     | Джон Юлсес | 4,90      |
| 2     |            |           |
| 3     |            |           |
| 4     |            |           |

#### Длина
| Мужчины | Мужчины      | Мужчины   | Женщины | Женщины           | Женщины   |
| Место   | Спортсмен    | Результат | Место   | Спортсменка       | Результат |
| ------- | ------------ | --------- | ------- | ----------------- | --------- |
| 1       | Ральф Бостон | 8,19      | 1       | Татьяна Щелканова | 6,35      |
| 2       |              |           | 2       |                   |           |
| 3       |              |           | 3       |                   |           |
| 4       |              |           | 4       |                   |           |

#### Тройной
| Место | Спортсмен     | Результат |
| ----- | ------------- | --------- |
| 1     | Олег Федосеев | 16,11     |
| 2     |               |           |
| 3     |               |           |
| 4     |               |           |

#### Ядро
| Мужчины | Мужчины    | Мужчины   | Женщины | Женщины      | Женщины   |
| Место   | Спортсмен  | Результат | Место   | Спортсменка  | Результат |
| ------- | ---------- | --------- | ------- | ------------ | --------- |
| 1       | Дейв Дэвис | 18,88     | 1       | Тамара Пресс | 17,59     |
| 2       |            |           | 2       |              |           |
| 3       |            |           | 3       |              |           |
| 4       |            |           | 4       |              |           |

#### Диск
| Мужчины | Мужчины                 | Мужчины   | Женщины | Женщины      | Женщины   |
| Место   | Спортсмен               | Результат | Место   | Спортсменка  | Результат |
| ------- | ----------------------- | --------- | ------- | ------------ | --------- |
| 1       | Джей Сильвестр          | 61,44     | 1       | Тамара Пресс | 55,61     |
| 2       |                         |           | 2       |              |           |
| 3       | Альгимантас Балтушникас |           | 3       |              |           |
| 4       |                         |           | 4       |              |           |

#### Молот
| Место | Спортсмен        | Результат |
| ----- | ---------------- | --------- |
| 1     | Гарольд Коннолли | 66,75     |
| 2     |                  |           |
| 3     |                  |           |
| 4     |                  |           |

#### Копьё
| Мужчины | Мужчины    | Мужчины   | Женщины | Женщины         | Женщины   |
| Место   | Спортсмен  | Результат | Место   | Спортсменка     | Результат |
| ------- | ---------- | --------- | ------- | --------------- | --------- |
| 1       | Янис Лусис | 83,09     | 1       | Эльвира Озолина | 54,41     |
| 2       |            |           | 2       |                 |           |
| 3       |            |           | 3       |                 |           |
| 4       |            |           | 4       |                 |           |

#### Десятиборье
| Место | Спортсмен        | Результат |
| ----- | ---------------- | --------- |
| 1     | Василий Кузнецов | 7666      |
| 2     |                  |           |
| 3     |                  |           |
| 4     |                  |           |